# João Lopes Marques
João Lopes Marques (Lisboa, 29 de Agosto de 1971) é um jornalista, escritor e guionista português com base em Tallinn, a capital da Estónia.

## Trabalho
A escrita de João Lopes Marques tende a debruçar-se sobre os temas da identidade e da História alternativa. Da mesma forma, a ironia e a caricatura social costumam estar presentes na maioria dos seus textos. Fez a sua estreia no romance em 2007 com o livro "O Homem que queria ser Lindbergh", a saga de um jovem adulto português obcecado com o Leste europeu. Seguiu-se-lhe "Terra Java", em 2008, que versa a descoberta secreta da Austrália pelos portugueses. Em 2011 publicou "Iberiana", um romance-ensaio sobre a invenção de uma religião e que repesca a misteriosa Ibéria do Cáucaso, um reino que existiu durante um milénio no território da actual Geórgia. O seu quarto romance, "Odessa, Vanessa", lançado em 2013 na Estónia, espelha os dilemas de uma adolescente nascida em Tallinn dividida entre a narrativa nacionalista báltica e as raízes paternas na Ucrânia soviética.
Ao longo do seu auto-exílio na Estónia, o autor tem vindo a dissecar as idiossincrasias locais semanalmente, primeiro no semanário Eesti Ekspress e, mais recentemente, no diário Postimees. Dentre os seus livros publicados naquele país nórdico, destacam-se os três livros de crónicas de costumes sobre a Estónia e os estónios. Em Portugal, Lopes Marques assina essencialmente crónicas de costumes sobre outros povos dos mundo, de que o programa na TSF "Viagens com Sons" e, especialmente, o livro "Choque Cultural" são exemplo.
Tem também dois livros de microcontos publicados, um deles bilingue português-castelhano (Circo Vicioso).
João Lopes Marques é o correspondente no Báltico da Lusa — a agência noticiosa portuguesa — e é o guionista do "Cuidado com a Língua!" (RTP), um popular programa de televisão sobre língua portuguesa.
Juntamente com o realizador Filipe Araújo fundou a Blablabla Media, uma plataforma multimédia virada para o experimentalismo. A sua curta-metragem "Iberiana" é uma adaptação livre do romance homónimo e tem feito uma carreira nacional e internacional em diversos festivais.
Em Outubro de 2011, Lopes Marques foi convidado para encerrar o TEDxEdges (Lisboa), onde dissertou sobre o poder multiplicador da curiosidade e o seu exílio dourado no Norte da Europa.
João Lopes Marques estudou no Liceu D. Pedro e na Universidade Técnica de Lisboa, onde se licenciou em Relações Internacionais (ISCSP) e obteve a pós-graduação em Estudos Europeus (ISEG). Em 1996, concluiu o curso de Formação Geral em Jornalismo do Centro Protocolar de Jornalistas (Cenjor).

### Em Portugal
- "O Plano Merkel. Como Angela Merkel decide o nosso destino", Marcador, 2013. ISBN 978-989-75-4004-2
- "Choque Cultural", Marcador, 2012, ISBN 978-989-8-47045-4
- "Iberiana", Sextante Editora, 2011, ISBN 978-972-0-07132-3
- "Terra Java", Oficina do Livro, 2008. ISBN 989-555-399-4
- "O Homem que Queria Ser Lindbergh", Oficina do Livro, 2007, ISBN 978-989-555-312-9

### Em Espanha
- "Circo Vicioso", tradução de Rocío Ramos, Blablabla Media, 2010, ISBN 978-989-96584-0-0

### Na Estónia
- "Odessa, Vanessa", Hea Lugu OÜ, 2013, ISBN 978-9949-489-82-4
- "Estonia: paradise without palm trees", Hea Lugu OÜ, 2012, ISBN 9789949489206
- "Eesti ilu välimääraja", tradução de Teve Floren, Hea Lugu OÜ, 2011, ISBN 978-9949-489-06-0
- "Minu väga ilus eksiil Eestis", tradução de Askur Alas e Teve Floren, Eesti Ajalehed AS, 2011, ISBN 978-9949-478-51-4
- "Mees, kes tahtis olla Lindbergh", tradução de Teve Floren e Maarja Kaplinski, Eesti Ajalehed AS, 2010, ISBN 978-9949-444-71-7
- "Minu ilus eksiil Eestis", tradução de Teve Floren, Eesti Ajalehed AS, 2010, ISBN 978-9949-444-61-8

## Prémios
Em 1995 foi-lhe atribuído o Prémio de Ensaio do Clube Português de Imprensa. Com a sua reportagem sobre Tallinn, Capital Europeia da Cultura 2011 foi um dos dois jornalistas distinguidos com o Prémio Jornalismo de Viagens 2012, atribuído pelo Clube de Jornalistas e pela Halcón Viagens.

## Crónicas

### Em inglês
- The ultimate Estonian taboo: "Maarja is also leaving Estonia...", The Baltic Times
- "Tobacco?" No, Tobago!", The Baltic Times

### Em francês
- Ce pays qui aime les jeunes et méprise les femmes, Courrier International

### Em russo
- WikiФеминизм и сексуально чувствительные государства, The Voice of Russia
- Паранормальная Эстония: полдюжины мистерий, The Voice of Russia
- Тихая гражданская война в Эстонии, The Voice of Russia

### Em estónio
- Oleme lokulööjate revolutsiooni lävel, Äripäev
- 13 väikest asja eestlastest ja Eestist, Eesti Ekspressis
- Kuidas Eesti mind ikka ja jälle üllatab, Eesti Ekspressis
- Eestil on aeg kapist välja tulla, Naine24
- Olgem valvel - sirgumas on uus põlvkond segaverelisi eestlasi, Naine 24